# Hermann Hofmann (general)
Hermann Hofmann, nemški general in vojaški zdravnik, * 31. december 1887, † 21. april 1953.

## Življenjepis
Leta 1906 je vstopil v vojsko.
Med letoma 1934 in 1939 je bil divizijski poveljnik 16. pehotne divizije. Nato je bil korpusni zdravnik 30. armadnega korpusa (1939–42) in pri Vojaškem poveljniku Francije (1942). 
Pol leta je nato bil armadni zdravnik 12. armade, nato pa je bil do konca vojne zdravnik Armadne skupine E (1943) in F (1943–45).